# Eclytus
Eclytus is een geslacht van insecten uit de orde vliesvleugeligen (Hymenoptera) en de familie Ichneumonidae.

## Soorten
- E. abdominalis Kasparyan, 1977
- E. clementinus Kasparyan, 1977
- E. coccineus Kasparyan, 1977
- E. difficilis Kasparyan, 1977
- E. egregius Kasparyan, 1977
- E. exornatus (Gravenhorst, 1829)
- E. gelidus Kasparyan, 1977
- E. haustoriatus Kasparyan, 1977
- E. multicolor (Kriechbaumer, 1896)
- E. ornatus Holmgren, 1857
- E. rubridorsum Kasparyan, 1977
- E. similis Kasparyan, 1977